# Ono Yuji
Yuji Ono (sinh ngày 22 tháng 12 năm 1992) là một cầu thủ bóng đá người Nhật Bản.

## Sự nghiệp câu lạc bộ
Yuji Ono đã từng chơi cho Yokohama F. Marinos, Standard Liège và Sint-Truiden.